# Hell for Sale!
Hell for Sale! è il terzo album del gruppo heavy metal tedesco Heaven's Gate, pubblicato nel 1992 dalla Steamhammer.

## Tracce
1. Under Fire - 3.37
2. Hell for Sale! - 3:18
3. He's the Man  - 4.16
4. Stars 'n' Stripes  - 0:26  (Strumentale)
5. America - 3:53
6. Atomic  - 3:36
7. Rising Sun  - 3:28
8. No Matter  - 3:13
9. Up and Down - 3:53
10. Don't Bring me Down - 4:29
11. White Evil - 4:57
12. Always Look on the Bright Side of Life   (cover di Eric Idle) - 3:51

## Formazione
- Thomas Rettke - voce
- Sascha Paeth - chitarra
- Bonny Bilski - chitarra
- Manni Jordan - basso
- Thorsten Muller - batteria